# Thomas David Anderson
Thomas David Anderson (6 février 1853 - 31 mars 1932) est un astronome amateur britannique.

## Biographie
Il est né au 28 Saxe-Coburg Place  à Stockbridge, Édimbourg, fils de John Anderson . Quand il a cinq ans, son père lui montre la comète Donati, et sa nounou lui donne également un intérêt pour l'astronomie.
Il fait ses études à l'Institution d'Édimbourg et à l'Université d'Édimbourg où il étudie la théologie, obtenant un diplôme de philologie en 1880. Il abandonne son projet de devenir prêtre. Il est suffisamment aisé financièrement pour s'occuper d'astronomie à plein temps.
En 1890, il vit au 3 Alfred Place au sud d'Edimbourg et travaille comme agent bancaire pour la Bank of Scotland .
Il devient un fin observateur et découvre deux novas assez connues : Nova Aurigae 1892 et Nova Persei 1901. La première marque la première fois que le spectre d'une nova est photographié, tandis que la seconde atteint finalement la magnitude 0,2 pour devenir la nova la plus brillante de l'histoire depuis la supernova SN 1604, bien qu'elle ait ensuite été surmontée par Nova Aquilae 1918. Ses découvertes opportunes permettent de prendre des spectres avant que la magnitude maximale ne soit atteinte.

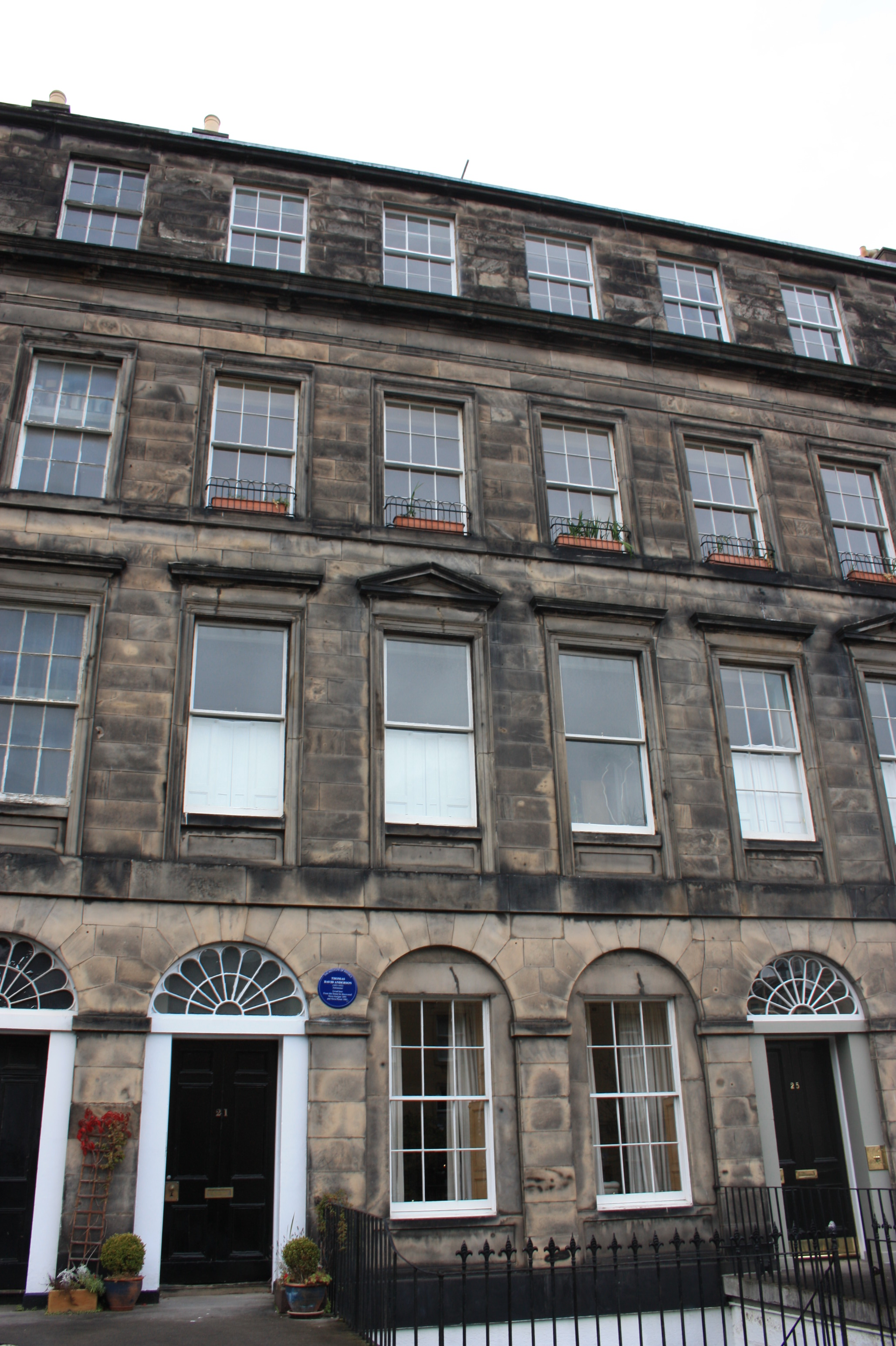
La plaque à Anderson au 21 East Claremont Street, Édimbourg

Il construit ses propres cartes du ciel et découvre 53 étoiles variables, la première étant V Cassiopeiae en 1893. Il découvre également grâce à des recherches que l'étoile de 3e magnitude Theta Eridani a été décrite comme de 1ère magnitude par Ptolémée et al-Sufi.
En 1901, Anderson, Joseph Joachim Landerer et Henri Chrétien reçoivent conjointement le Prix Jules-Janssen, la plus haute distinction de la Société astronomique de France.
Pour ses découvertes de nova, il remporte le prix Gunning Victoria Jubilee de la Royal Society of Edinburgh pour 1897-1900 et la médaille Jackson-Gwilt de la Royal Astronomical Society en 1902.
Il quitte Edimbourg en 1904 à la recherche de meilleures conditions d'observation. Il affirme avoir découvert une autre nova à Cygnus en 1923, mais cela n'est pas confirmé de manière indépendante, et il est possible qu'il s'agisse d'une étoile flamboyante.
En 1954, la Société astronomique d'Édimbourg fait ajouter une inscription sur sa tombe à Innerwick pour reconnaître sa découverte de trois étoiles temporaires et de 53 étoiles variables .
En 2014, une plaque est érigée à la mémoire d'Anderson au 21 East Claremont Street à Édimbourg .